# Pierre-Louis Dulong
Pierre-Louis Dulong (12. února 1785, Rouen – 19. července 1838, Paříž) byl francouzský lékař, fyzik a chemik. Spolu s Alexisem Thérèse Petitem definoval zákon o měrných teplech prvků (Dulongův-Petitův zákon), s jehož pomocí lze stanovit relativní atomové hmotnosti kovových prvků. Začínal jako lékař, později byl profesorem chemie na Faculté des Sciences a École Normale, v roce 1820 byl jmenován profesorem na École polytechnique v Paříži, později se zde stal i ředitelem. Při vynálezu třaskavého chloridu dusitého v roce 1811 přišel o oko a tři prsty. V roce 1815 předložil francouzské akademii pojednání o konstituci kyselin, podle kterého kyseliny obsahují vodík, jenž zastoupí-li se kovem, vzniká sůl. Ve stejné době podobný objev zveřejnil Humphry Davy.

## Ocenění
Jeho jméno je jedním ze 72 jmen na Eiffelově věži. V roce 1823 se stal členem Francouzské akademie věd a v roce 1832 jejím stálým sekretářem. V červenci 1807 je v Mémoires de Physique et de Chimie de la Société d’Arcueil zmíněn jako člen Société d’Arcueil. V roce 1827 se stal korespondujícím členem Pruské akademie věd.